# Gewone kopermantel
De gewone kopermantel (Ferdinandea cuprea) is een vliegensoort uit de familie van de zweefvliegen (Syrphidae). De wetenschappelijke naam van de soort is voor het eerst geldig gepubliceerd in 1763 door Scopoli.